# Communauté de communes des Collines du Perche Normand
Die Communauté de communes des Collines du Perche Normand ist ein französischer Gemeindeverband mit der Rechtsform einer Communauté de communes im Département Orne in der Region Normandie. Sie wurde am 12. Dezember 2016 gegründet und umfasst 16 Gemeinden. Der Verwaltungssitz befindet sich im Ort Val-au-Perche.

## Historische Entwicklung
Der Gemeindeverband entstand mit Wirkung vom 1. Januar 2017 durch die Fusion der Vorgängerorganisationen
- Communauté de communes du Pays Bellêmois sowie
- Communauté de communes du Val d’Huisne.[3]

Gleichzeitig schlossen sich sechs Gemeinden zur Commune nouvelle Belforêt-en-Perche zusammen.

## Mitgliedsgemeinden
| Gemeinde                                              | Einwohner 1. Januar 2022 | Fläche km² | Dichte Einw./km² | Code INSEE | Postleitzahl        |
| ----------------------------------------------------- | ------------------------ | ---------- | ---------------- | ---------- | ------------------- |
| Appenai-sous-Bellême                                  | 277                      | 10,74      | 26               | 61005      | 61130               |
| Belforêt-en-Perche                                    | 1.486                    | 74,53      | 20               | 61196      | 61130               |
| Bellême                                               | 1.457                    | 1,71       | 852              | 61038      | 61130               |
| Bellou-le-Trichard                                    | 196                      | 9,67       | 20               | 61041      | 61130               |
| Ceton                                                 | 1.765                    | 59,39      | 30               | 61079      | 61260               |
| Chemilli                                              | 173                      | 10,92      | 16               | 61105      | 61360               |
| Dame-Marie                                            | 156                      | 13,27      | 12               | 61142      | 61130               |
| Igé                                                   | 589                      | 27,86      | 21               | 61207      | 61130               |
| La Chapelle-Souëf                                     | 245                      | 11,13      | 22               | 61099      | 61130               |
| Pouvrai                                               | 103                      | 6,8        | 15               | 61336      | 61130               |
| Saint-Fulgent-des-Ormes                               | 174                      | 8,32       | 21               | 61388      | 61130               |
| Saint-Germain-de-la-Coudre                            | 828                      | 26,21      | 32               | 61394      | 61130               |
| Saint-Hilaire-sur-Erre                                | 486                      | 15,12      | 32               | 61405      | 61340               |
| Saint-Martin-du-Vieux-Bellême                         | 540                      | 15,84      | 34               | 61426      | 61130               |
| Val-au-Perche                                         | 3.324                    | 63,26      | 53               | 61484      | 61130, 61260, 61340 |
| Vaunoise                                              | 95                       | 7,65       | 12               | 61498      | 61130               |
| Communauté de communes des Collines du Perche Normand | 11.894                   | 362,42     | 33               | –          | –                   |